# Эстонские диалекты шведского языка

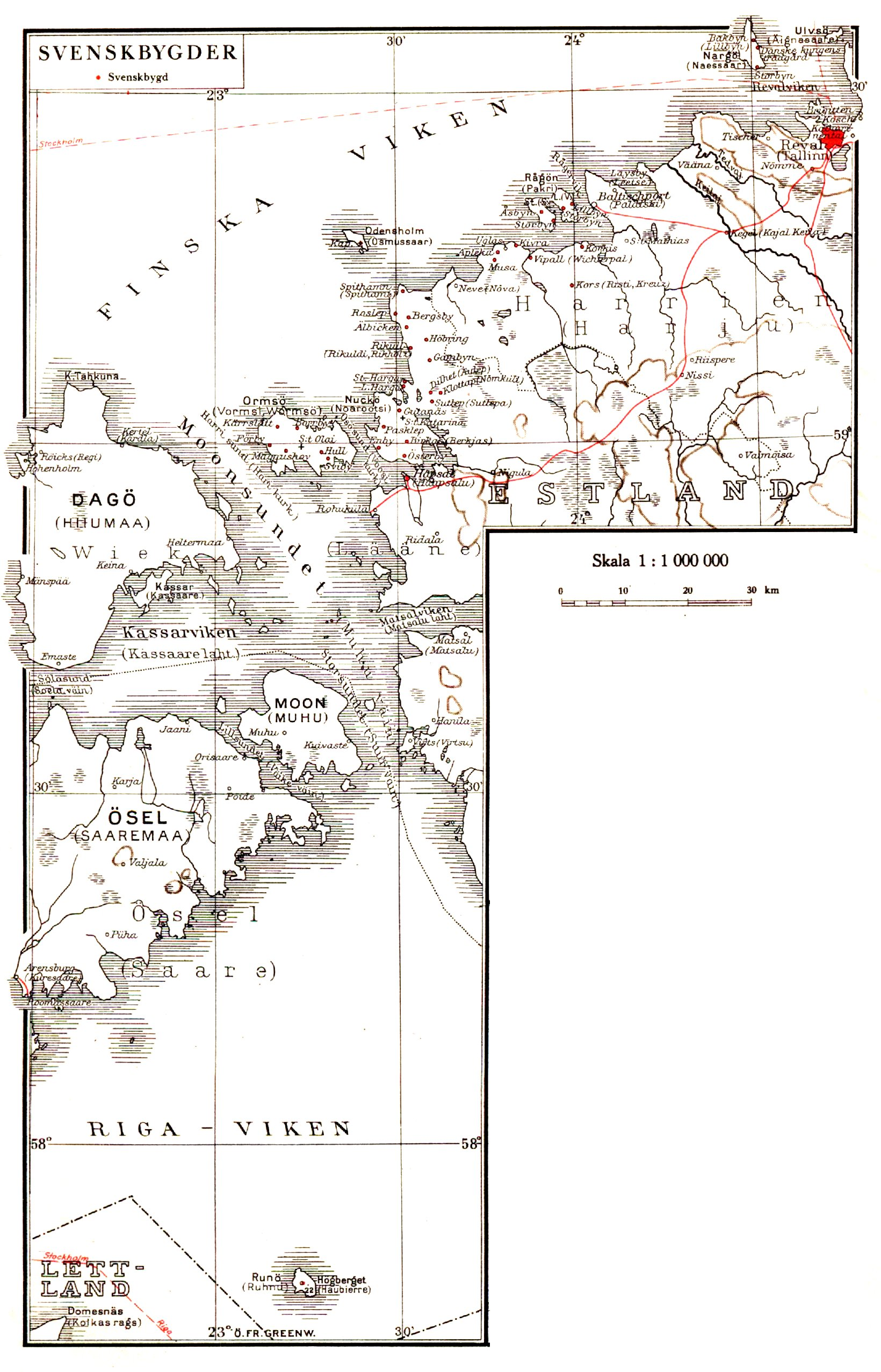
Карта со шведского атласа мира (1930), которая показывает шведские поселения в Эстонии (красным цветом)

Эстонские диалекты шведского языка (швед. estlandssvenska, эст. rannarootsi keel) — восточные диалекты шведского языка, которые были распространены в бывших шведских колониях в Эстонии.

## География
На разных говорах эстонского диалекта шведского языка разговаривали местные эстонские шведы в бывших населенных шведами районах Эстонии (местное название — Aiboland): на островах Вормси, Сааремаа, Хийумаа, Рухну и полуострове (бывший остров) Ноароотси. Вплоть до эвакуации эстонских шведов в конце Второй мировой войны, как шведы, так и эстонцы говорили на одном языке.
После падения Советского Союза и восстановления независимости Эстонии, эстонские шведы начали культурное возрождение: появились курсы по изучению этого диалекта на островах Хийумаа и Сааремаа.
Эстонский диалект шведского языка включает в себя ряд говоров, например, nuckömål и rågömål. В настоящее время ряд пожилых носителей особого говора шведского языка проживают в селе Старошведское в Херсонской области Украины.

## Лингвистические особенности
В диалекте присутствуют слова и фонетические особенности из немецкого, русского и эстонского языков (например, так называемые вторичные дифтонги), что значительно повлияло на его формирование. Многие местоимения имеют первоначальный звук t вместо d в шведском языке.

## Пример
Пример диалекта nuckömål из шведской энциклопедии Nordisk familjebok:
- Stick tälknin i stolpan o hälvtor stolpan topa kalkan, säte Halmen o Hälma färe kalkan o ker te Nuckö toka.

Стандартный шведский язык:
- Stick täljkniven i stolpen och vält stolpen på kälken, sätt Hjälmen och Hjälma för kälken och kör till Nuckö.